# 32131 Ravindran
32131 Ravindran este un asteroid din centura principală de asteroizi.

## Descriere
32131 Ravindran este un asteroid din centura principală de asteroizi. A fost descoperit pe 4 iunie 2000 la Socorro, New Mexico, în cadrul proiectului LINEAR. Asteroidul prezintă o orbită caracterizată de o semiaxă mare de 2,40 ua, o excentricitate de 0,10 și o înclinație de 7,0° în raport cu ecliptica.